# 360极速浏览器
360极速浏览器是360安全中心推出的一款基于Chromium开源项目的浏览器，也基于世界之窗浏览器再次开发产品的浏览器。奇虎360称其是全球首个无缝衔接Chrome和Internet Explorer的浏览器。革新的UI设计、HTML5和CSS3的标准化支持。它的界面与Google Chrome浏览器的十分相似，但是360极速浏览器为它添加符合中国大陆网民之上网习惯的实用功能。
2021年10月18日，其64位版本发布，名为“360极速浏览器X”，版本号为21.0.1000.0，采用Chromium 95内核。

## 基本功能

### 基础功能
- 收藏夹、地址栏、搜索栏、多标签、历史记录、下载管理、保存密码。